# Rasa de l'Obac
La Rasa de l'Obac és un torrent afluent per la dreta de la Rasa d'Anglerill que realitza tot el seu recorregut pel terme municipal de Clariana de Cardener, al Solsonès.

## Descripció
Neix al vessant nord-occidental de la Serra del Rèvol. De direcció predominant cap al nord, passa a poc més de 200 metres a ponent de l'antiga masia de l'Obac que li dona nom.

## Xarxa hidrogràfica
La xarxa hidrogràfica de la Rasa de l'Obac està integrada per un total de 2 cursos fluvials un dels quals és subsidiari de 1r nivell. La totalitat de la xarxa suma una longitud de 1.476 m.